# دردار رمحي الأوراق
دردار رمحي الأوراق (الاسم العلمي:Ulmus lanceifolia) هو نوع نباتي يتبع جنس الدردار من فصيلة الدردارية.